# Kin (album)
Albums de KT Tunstall
Invisible Empire // Crescent Moon
(2013)
Singles
1. Maybe It's a Good Thing
Sortie : 15 juillet 2016
2. Hard Girls
Sortie : 1er septembre 2016
3. Love Is an Ocean
Sortie : 10 novembre 2016
4. It Took Me So Long to Get Here, But Here I Am
Sortie : 29 novembre 2016
5. Two Way
Sortie : 19 octobre 2017

Kin est le cinquième album studio de KT Tunstall sorti le 9 septembre 2016 sur les labels Caroline Records et Sony/ATV Music Publishing.

## Liste des chansons
| No  | Titre                                         | Durée |
| --- | --------------------------------------------- | ----- |
| 1.  | Hard Girls                                    | 3:14  |
| 2.  | Turned a Light On                             | 4:34  |
| 3.  | Maybe It's a Good Thing                       | 4:01  |
| 4.  | Evil Eye                                      | 3:34  |
| 5.  | It Took Me So Long To Get Here, But Here I Am | 4:18  |
| 6.  | On My Star                                    | 4:16  |
| 7.  | Two Way                                       | 4:53  |
| 8.  | Run on Home                                   | 4:27  |
| 9.  | Kin                                           | 4:17  |
| 10. | Everything Has Its Shape                      | 4:23  |
| 11. | Love Is an Ocean                              | 4:17  |